# Talladega National Forest
Der Talladega National Forest ist ein National Forest im Norden des Bundesstaates Alabama im Süden der Vereinigten Staaten. Er umfasst eine Fläche von 1.588,66 Quadratkilometern und schließt an das südliche Ende der Appalachen an.
Das Gebiet wurde 1936 von den USA erworben und geschützt, da sich das Land in einem abgenutzten Zustand befand und nahezu gänzlich abgeholzt war. Durch ein gezieltes und vorsichtiges Naturschutz- und Wiederbepflanzungsprogramm ist die natürliche Landschaft weitgehend wiederhergestellt.
Innerhalb des Staatsforstes befinden sich auch die Cheaha Wilderness und die Dugger Mountain Wilderness, zwei Wilderness Areas, die gänzlich vor menschlichen Einflüssen geschützt sind. Alabamas höchster Berg, der Cheaha Peak, befindet sich im Talladega National Forest.

## Geographie
Der gesamte Staatsforst zieht sich über eine Länge von etwa 115 Kilometern Luftlinie in Nord-Süd-Ausrichtung. Die stärkste West-Ost-Ausdehnung liegt bei etwa 31 Kilometern. Der nördlichste Punkt befindet sich wenige Kilometer nordöstlich von Piedmont, der südlichste bei Sylacauga. Weitere anliegende Orte sind Waldo, Munford, Oxford, Anniston, Jacksonville, Borden Springs, Heflin und Hollis Crossroads.
Das Gebiet wird heute in drei Distrikte unterteilt: Oakmulgee, Shoal Creek und Talladega. Der Distrikt Oakmulgee umfasst die Countys Hale County, Tuscaloosa County, Bibb County, Perry County, Chilton County und Dallas County. die Distrikte Shoal Creek und Talladega umfassen die Countys Cherokee County, Calhoun County, Cleburne County, Talladega County und Clay County.

## Infrastruktur
Entlang der nördlichen Grenze des Staatsforstes verläuft der U.S. Highway 278, etwa 33 Kilometer südlich verlaufen auf gemeinsamer Trasse der U.S. Highway 78 und die Alabama State Route 4, parallel dazu wenige Kilometer südlich der Interstate 20. Einige Kilometer westlich zweigt der U.S. Highway 431 in Richtung Süden ab. Der südliche Bereich des Staatsforstes wird von den Alabama State Routes 281, 49, 130, 77 und 148 durchzogen.